# A Medio Vivir
A Medio Vivir é o terceiro álbum de estúdio do cantor Ricky Martin, lançado pela Sony Discos e Columbia Records em 12 de setembro de 1995. Trata-se de um dos maiores sucessos de sua carreira produzindo canções bastante executadas em rádios como "Te Extraño, Te Olvido, Te Amo", "María" e "Volverás". Com o álbum Martin expandiu sua música do público latino-americano e espanhol para os mercados europeu e asiático.

## Singles
O primeiro single foi a balada "Te extraño, te olvido, te amo", escrita por Carlos Lara, com produção de K.C. Porter e co-produção de Ian Blake. Em entrevistas Lara a descreveu como "um enigma emocional com afirmações que emanam do sentimento e quase voltadas para a paixão". O primeiro videoclipe para a canção foi dirigido pelo diretor argentino Gustavo Garzón e foi filmado em Los Angeles, na Califórnia. Foi ao ar em 1995 e ganhou o prêmio de Vídeo do Ano no 8º Premio Lo Nuestro. O segundo vídeo foi filmado em agosto de 1997, na França, e foi dirigido por Christophe Gstalder. Tornou-se o maior sucesso comercial sua carreira até aquele momento. Nos Estados Unidos, estreou no número 13 na parada Hot Latin Tracks da revista Billboard e posteriormente, alcançou seu pico na posição de número 9,  na edição de 21 de outubro de 1995. O single liderou a parada de baladas no México. Na Europa, foi um de seus os primeiros sucessos e alcançou a posição de número 17 na parada European Hot 100 Singles. Na Espanha tornou-se significativamente popular.
Com a canção "María", lançada como segundo single, Martin permitiu "se inserir em um som bastante latino e africano", diferenciando-se do estilo predominante dos seus dois primeiros álbuns. Embora Martin tenha ficado satisfeito com a faixa e a descreva como uma música da qual está "extremamente orgulhoso", a primeira vez que a tocou para um executivo de uma gravadora, o homem disse: "Você está louco? Você arruinou sua carreira! Não acredito que você está me mostrando isso. Você está acabado - este será seu último álbum". Apesar disso, tornou-se seu maior sucesso e seu primeiro sucesso internacional. O single liderou as paradas em 20 países, e vendeu mais de cinco milhões de cópias. Como resultado, foi apresentada na edição de 1999 do Guinness Book of Records como o maior sucesso fonográfico latino.

## Divulgação
Como estratégia promocional, Martin embarcou na turnê mundial A Medio Vivir, que durou mais de dois anos, durante a qual realizou 63 shows e visitou países da Europa e América Latina e também os Estados Unidos. Durante uma entrevista ao The Miami Herald em 1996, Martin expressou interesse em se apresentar na Broadway. Em poucos dias, ele recebeu um telefonema do produtor Richard Jay-Alexander e lhe foi oferecido o papel de Marius Pontmercy na peça Os Miseráveis. Após a conclusão da turnê na América Latina, Martin voltou a Nova York para participar da peça em uma temporada de onze semanas. Ele gostou muito da experiência, chamando seu tempo na peça de "honra" e "o papel de [sua] vida". Martin continuou a turnê após a conclusão do show, e notou que seu público estava crescendo tanto em tamanho quanto em entusiasmo.

## Recepção crítica
A recepção da crítica especializada em música em relação ao álbum foi favorável. O site AllMusic o avaliou com quatro estrelas de cinco, ao passo que os críticos do site MSN Music o avaliaram com quatro estrelas e meia de cinco.

## Desempenho comercial
Comercialmente, tornou-se o mais bem sucedido de sua carreira até aquele momento, vendendo mais de três milhões de cópias em todo o mundo, e recebendo disco de ouro nos Estados Unidos, platina na França, 4 × platina na Espanha, assim como muitas outras certificações em países da América Latina.
Com A Medio Vivir, Martin foi creditado, junto com cantores Chayanne e Marc Anthony, por popularizar a música de Porto Rico na Espanha.

## Lista de faixas
- Créditos adaptados do encarte do CD A Medio Vivir, de 1995.[31]

| N.º            | Título                          | Compositor(es)                                                 | Duração |  |
| 1.             | "Fuego de Noche, Fuego de Día"  | K. C. Porter · Ian Blake · Luis Gómez Escolar                  | 5:38    |  |
| 2.             | "A Medio Vivir"                 | Franco De Vita                                                 | 4:41    |  |
| 3.             | "María"                         | K. C. Porter · Ian Blake · Luis Gómez Escolar                  | 4:23    |  |
| 4.             | "Te Extraño, Te Olvido, Te Amo" | Carlos Lara                                                    | 4:42    |  |
| 5.             | "¿Dónde Estarás?"               | Cristóbal Sansano · Mónica Naranjo · José Noruegas             | 3:51    |  |
| 6.             | "Volverás"                      | K. C. Porter · Ian Blake · Luis Gómez Escolar · Ricky Martin   | 4:53    |  |
| 7.             | "Revolución"                    | K. C. Porter · Ian Blake · Luis Gómez Escolar                  | 3:51    |  |
| 8.             | "Somos Los Semilla"             | K. C. Porter · Ian Blake · Manolo Tena                         | 3:56    |  |
| 9.             | "¿Cómo Decirte Adiós?"          | Marco Flores                                                   | 3:00    |  |
| 10.            | "Bombón de Azúcar"              | Carlos Rolón · Gustavo Laureano · John Engel · Mark Kilpatrick | 4:58    |  |
| 11.            | "Corazón"                       | K. C. Porter · Luis Ángel                                      | 4:20    |  |
| 12.            | "Nada Es Imposible"             | Alejandro Sanz                                                 | 4:22    |  |
| Duração total: | Duração total:                  | Duração total:                                                 | 52:26   |  |

| Faixas bônus da reedição brasileira |                                                               |                                          |         |  |
| N.º                                 | Título                                                        | Compositor(es)                           | Duração |  |
| 13.                                 | "María" (Radio Edit)                                          | Ian Blake K.C. Porter Luis Gómez-Escolar | 4:38    |  |
| 14.                                 | "María" (María)                                               | Ian Blake K.C Porter Luis Gómez-Escolar  | 4:23    |  |
| 15.                                 | "Te Quero, Te Esqueço Te Amo" (Te Extraño, Te Olvido, Te Amo) | Carlos Lara                              | 4:40    |  |
| 16.                                 | "María" (Versão Salsa & Merengue)                             | Ian Blake K.C. Porter Luis Gómez-Escolar | 4:23    |  |

## Tabelas
| Tabela musical (1995–1997)            | Melhor posição |
| ------------------------------------- | -------------- |
| Argentinian Albums (CAPIF)            | 2              |
| Áustria (Ö3 Austria Top 40)           | 22             |
| Bélgica (Ultratop Flandres)           | 35             |
| Bélgica (Ultratop Valônia)            | 10             |
| Chilean Albums (IFPI)                 | 3              |
| Países Baixos (Dutch Charts)          | 27             |
| European Albums (Top 100)             | 20             |
| Finlândia (Suomen virallinen lista)   | 10             |
| França (SNEP)                         | 8              |
| Alemanha (Offizielle Deutsche Charts) | 20             |
| Hungria (MAHASZ)                      | 25             |
| Spanish Albums (PROMUSICAE)           | 7              |
| Suécia (Sverigetopplistan)            | 51             |
| Suíça (Schweizer Hitparade)           | 12             |
| Estados Unidos (Top Latin Albums)     | 11             |
| Estados Unidos (Latin Pop Albums)     | 6              |

| Tabela musical (1996)           | Posição |
| ------------------------------- | ------- |
| Spanish Albums (PROMUSICAE)     | 11      |
| US Top Latin Albums (Billboard) | 13      |
| US Latin Pop Albums (Billboard) | 10      |

| Tabela musical (1997)              | Posição |
| ---------------------------------- | ------- |
| Belgian Albums (Ultratop Wallonia) | 46      |
| French Albums (SNEP)               | 35      |
| Spanish Albums (PROMUSICAE)        | 34      |
| Swiss Albums (Schweizer Hitparade) | 47      |
| US Top Latin Albums (Billboard)    | 37      |

| Tabela musical (1998)                   | Posição |
| --------------------------------------- | ------- |
| US Top Latin Catalog Albums (Billboard) | 8       |

| Tabela musical(2000)                             | Posição |
| Finnish Foreign Albums (Suomen virallinen lista) | 101     |

## Certificações e vendas
| Região                                                                                             | Certificação | Vendas    |
| -------------------------------------------------------------------------------------------------- | ------------ | --------- |
| Argentina (CAPIF)                                                                                  | 6× Platina   | 360,000^  |
| Bélgica (BEA)                                                                                      | Platina      | 75,000*   |
| Brasil (Pro-Música Brasil)                                                                         | Platina      | 253,000   |
| Chile                                                                                              | Platina+Ouro | 40,000^   |
| Costa Rica                                                                                         | Ouro         | —         |
| El Salvador                                                                                        | Ouro         | —         |
| Espanha (PROMUSICAE)                                                                               | 4× Platina   | 440,000   |
| Estados Unidos (RIAA)                                                                              | Ouro         | 500,000^  |
| Finlândia (IFPI Finlândia)                                                                         | Ouro         | 29,363    |
| França (SNEP)                                                                                      | Platina      | 300,000*  |
| México (AMPROFON)                                                                                  | Platina      | 250,000^  |
| Paraguai                                                                                           | Platina+Ouro | —         |
| Suécia (GLF)                                                                                       | Ouro         | 25,000^   |
| Uruguai (CUD)                                                                                      | Platina+Ouro | 6,000^    |
| Resumos                                                                                            |              |           |
| América Central                                                                                    | Ouro         | —         |
| Europa (IFPI)                                                                                      | Platina      | 1,300,000 |
| Mundo                                                                                              | —            | 3,000,000 |
| *números de vendas baseados somente na certificação ^distribuições baseadas apenas na certificação |              |           |